# Иваново-Шамшево
Иваново-Шамшево — село в Кагальницком районе Ростовской области.
Входит в состав Иваново-Шамшевского сельского поселения.

## История
После смерти Шамшева Ивана Ивановича два сына генерала: Иван Иванович и Василий Иванович разделили между собой земли отца. Одна часть, которая находилась во владении Ивана Ивановича стала называться ИВАН0ВО-ШАМШЕВО. Другая часть, которая находилась во владении Василия Ивановича стала называться ВАСИЛЬЕВО-ШАМШЕВО

## Население
| 2010 |
| ---- |
| 353  |